# Solvang
Solvang es una ciudad fundada en 1911 por maestros daneses que huían de los rigores de los inviernos del medio oeste norteamericano. La ciudad está totalmente edificada al estilo de dicho país europeo, incluyendo algunos restaurantes, cervecerías y panaderías. Se ubica en el condado de Santa Bárbara en el estado estadounidense de California. En ella encontramos una réplica de la Sirenita de Copenhague, así como un busto de Hans Christian Andersen. En 1991 se terminó una réplica del observatorio Rundetårn de la capital danesa a escala 1:3. En el año 2000 tenía una población de 5,332 habitantes y una densidad poblacional de 833.1 personas por km².

## Geografía
Solvang se encuentra ubicada en las coordenadas 34°35′38″N 120°8′23″O / 34.59389, -120.13972. Según la Oficina del Censo, la ciudad tiene un área total de 6,4 km² (2,5 mi²), de la cual 6,4 km² (2,5 mi²) es tierra y 0 km² (0 mi²) (0%) es agua.

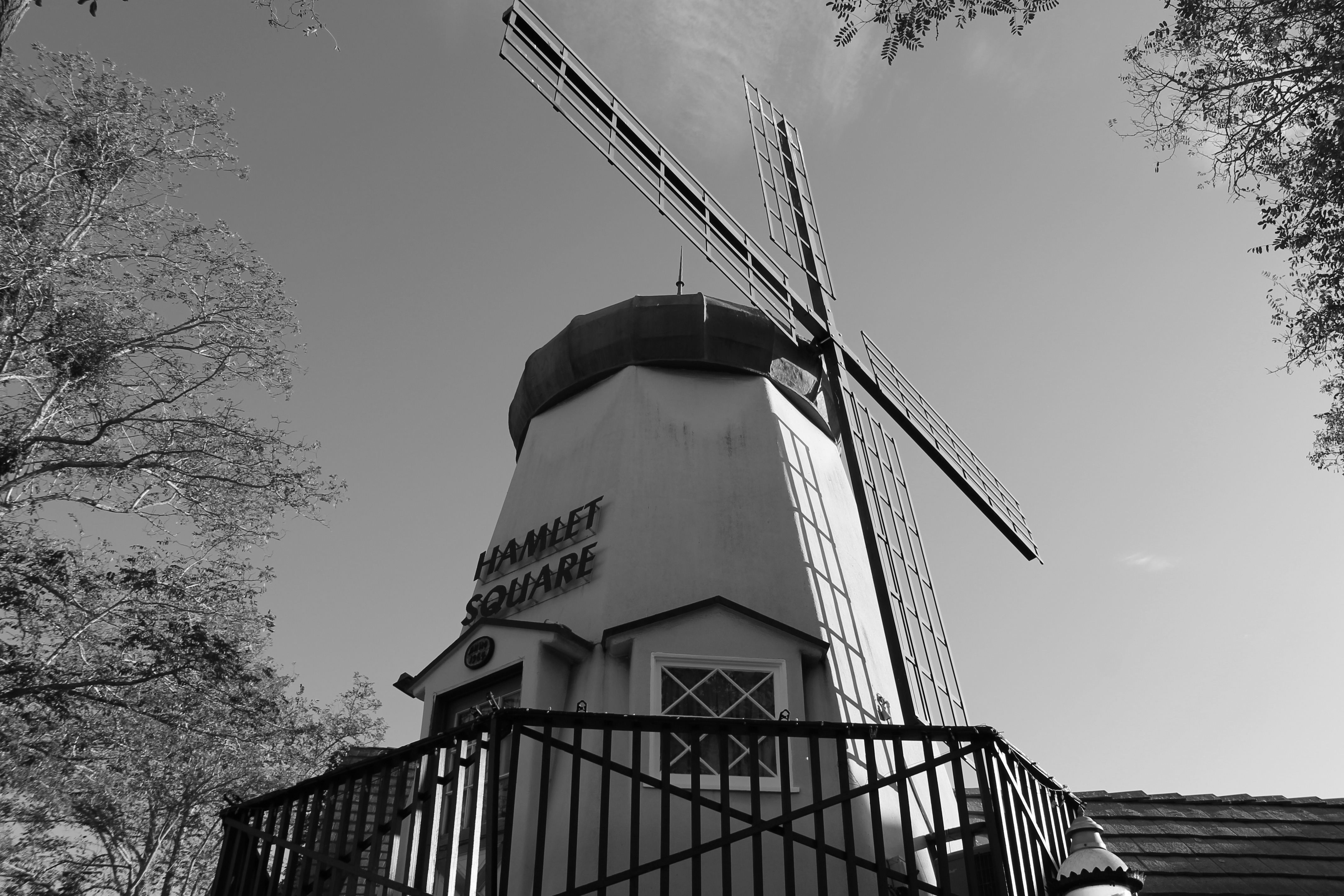
Solvang, California.

## Demografía
Según la Oficina del Censo en 2000 los ingresos medios por hogar en la localidad eran de 45.799 $, y los ingresos medios por familia eran 57.703 $. Los hombres tenían unos ingresos medios de 41.429 $ frente a los 30.175 $ de las mujeres. La renta per cápita para la localidad era de $25,363. Alrededor del 6,7% de la población estaban por debajo del umbral de pobreza.

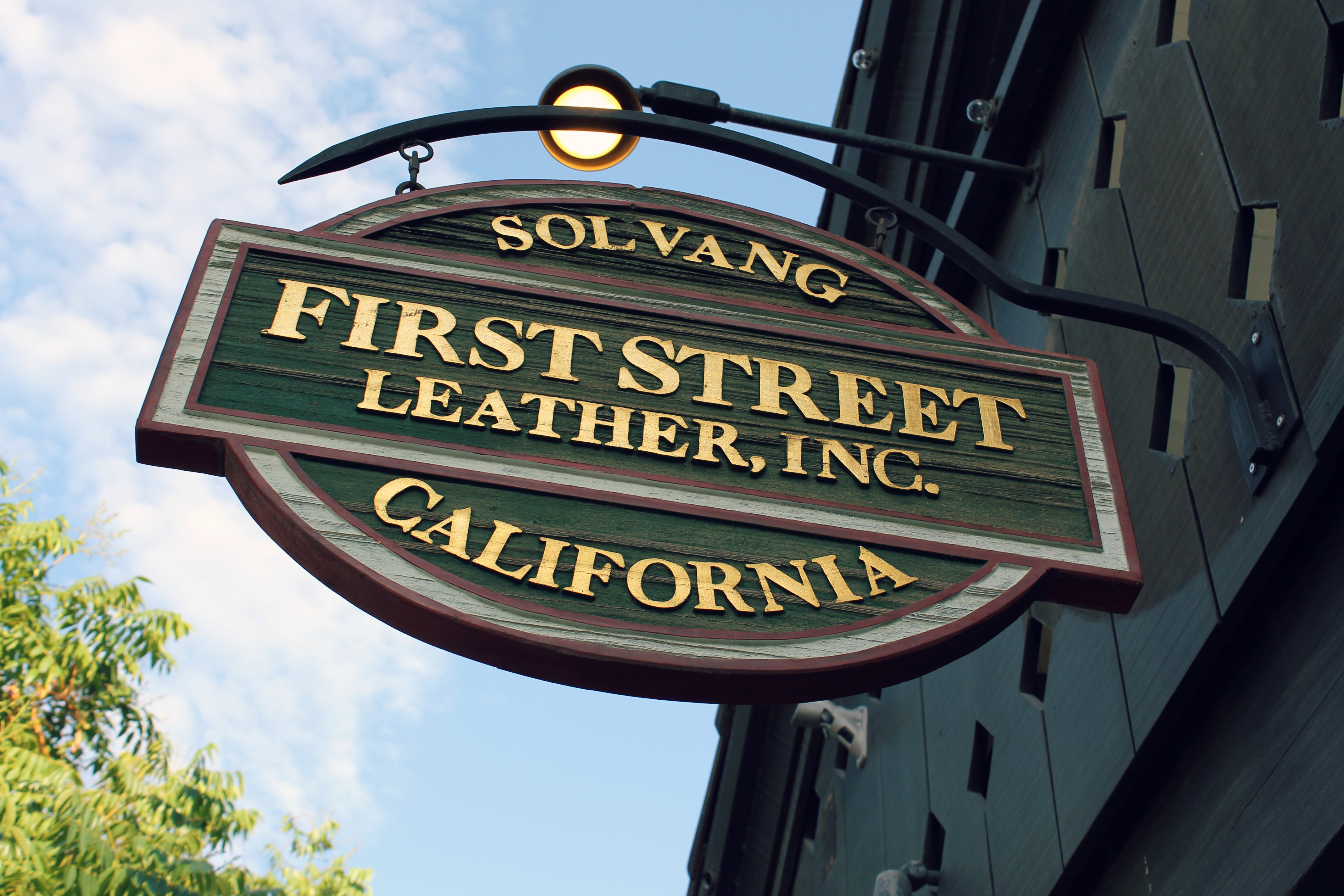
Solvang Street